# 李雲在
李 雲在（イ・ウンジェ、이운재、1973年4月26日 - ）は、大韓民国出身の元サッカー選手。元同国代表。ポジションはゴールキーパー（GK）。

## 経歴
1999年にKリーグのベストイレブンに選出されるなど活躍し、代表正ゴールキーパーの座を掴んだ。翌年から兵役のために水原三星を離れるが兵役終了と共に復帰し、2002年のワールドカップ日韓大会では韓国代表の4位という好成績に大きく貢献した。自身3度目のW杯となった2006年のドイツ大会ではグループステージ敗退という結果ではあったが存在感を示し、大舞台に強い選手だということを証明した。
PK戦に強いGKとしても有名である。2002年日韓W杯の準々決勝、PK戦までもつれ込んだ対スペイン戦でホアキンのキックを止め、ベスト4進出に大きく貢献。また、2004年のKリーグ・プレーオフ第2戦、対浦項スティーラースでは、かつて代表の定位置を争った金秉址のキックを弾き、リーグ優勝をものにした。2008年にはGKとして初のKリーグ年間MVPを受賞。
2012年シーズン終了後、引退を表明した。

## トラブル
2007年7月に開催されたインドネシアでのアジアカップ2007一次リーグの期間中に、韓国代表チームの主将でありながら、チームメートの李東国ら3選手と酒宴に興じていたことが発覚。これを受けて大韓サッカー協会は規律違反を犯した李雲在らに対して、2008年12月までの1年間、韓国代表チームへの招集資格の剥奪及び大韓民国サッカー協会が主催する公式大会への2～3年間の出場を禁止する処分を下した。この結果、李雲在は2008年に予定される2010年FIFAワールドカップのアジア地区予選に出場出来ないこととなった。

## 所属クラブ
- 水原三星ブルーウィングス  韓国 1996-1999
- 光州尚武フェニックス  韓国 2000-2001
- 水原三星ブルーウィングス  韓国 2001-2010
- 全南ドラゴンズ  韓国 2011- 2012

## 代表歴

### 出場大会
- 1992年 バルセロナオリンピックサッカー韓国代表
- 1994年、2002年、2006年、2010年 FIFAワールドカップ韓国代表
- 2007年 AFCアジアカップ韓国代表

### 試合数
- 国際Aマッチ 134試合 0得点（1994年-2010年）[3]

| 韓国代表 | 国際Aマッチ | 国際Aマッチ |
| 年       | 出場        | 得点        |
| -------- | ----------- | ----------- |
| 1994     | 2           | 0           |
| 1995     | 1           | 0           |
| 1996     | 0           | 0           |
| 1997     | 0           | 0           |
| 1998     | 0           | 0           |
| 1999     | 2           | 0           |
| 2000     | 8           | 0           |
| 2001     | 12          | 0           |
| 2002     | 16          | 0           |
| 2003     | 14          | 0           |
| 2004     | 15          | 0           |
| 2005     | 15          | 0           |
| 2006     | 17          | 0           |
| 2007     | 8           | 0           |
| 2008     | 2           | 0           |
| 2009     | 13          | 0           |
| 2010     | 9           | 0           |
| 通算     | 134         | 0           |

## 個人タイトル
- 2008年 Kリーグ 年間MVP